# Spythiněv II van Bohemen
Spythiněv II van Bohemen (circa 1031 - 28 januari 1061) was van 1055 tot 1061 hertog van Bohemen.

## Levensloop
Spythiněv was de oudste zoon van hertog Břetislav I van Bohemen en Judith van Schweinfurt. Hij bracht tijdens zijn jeugd twee periodes door aan het hof van keizer Hendrik III. Rond het jaar 1054 huwde hij met Hilda, dochter van markgraaf Diederik II van Wettin van Neder-Lausitz. Ze kregen een zoon:
- Frederik, ook bekend als Swatobor (gestorven in 1086), van 1084 tot 1085 patriarch van Aquileja

In 1055 volgde hij zijn vader op als hertog van Bohemen. Naar verluidt zou Spythiněv zodra hij de troon besteeg alle Duitsers uit Bohemen verbannen hebben, maar het is niet zeker of dit effectief gebeurde. In ieder geval moest Spythiněv's moeder Judith, die van Duitse afkomst was, het land verlaten. Ook verdreef hij alle Slavische monniken uit Bohemen en verving ze door Latijnse monniken.
Wegens het senioraatsprincipe dat in Bohemen gold, had Spythiněv conflicten met zijn broers. Zo liet hij zijn broer Vratislav verbannen naar Hongarije en hield hij zijn broers Koenraad en Otto in Praag, waar ze onbeduidende functies aan het hof uitoefenden. Om zijn macht in Moravië te vergroten, liet hij 300 Moravische edellieden naar Chrudim ontbieden om een eed van trouw af te leggen. Diegene die dit niet deden, liet hij in Boheemse burchten gevangenzetten. In 1058 werd hij echter door koning Andreas I van Hongarije gedwongen om zijn broer Vratislav terug naar Bohemen te laten komen.
In 1060 probeerde hij paus Nicolaas II ervan te overtuigen om hem tot koning van Bohemen te kronen. De paus besloot hem echter alleen maar het recht te geven om de bisschopsmijter te dragen, maar hiervoor moest Spythiněv wel 100 pond zilver per jaar betalen. Hij overleed in 1061 op dertigjarige leeftijd, waarna zijn jongere broer Vratislav hem opvolgde. Onder het bewind van zijn broer werd het hertogdom Bohemen verder opgewaardeerd en vanaf 1086 mocht Vratislav zich koning noemen.